# Splachnobryum erosulum
Splachnobryum erosulum là một loài rêu trong họ Splachnobryaceae. Loài này được Müll. Hal. ex Dusén mô tả khoa học đầu tiên năm 1896.